# فيوليت روش
فيوليت روش (بالإنجليزية: Violet Augusta Roche)‏ هي صحفية نيوزيلندية، ولدت في 1885، وتوفيت في 1967.